# 대한민국 제17대 대통령 선거 한나라당 후보 경선
대한민국 제17대 대통령 선거 한나라당 후보 경선은 한나라당이 2007년 대한민국 대통령 선거에 출마할 당의 후보를 선출하기 의해 실시한 경선을 말한다. 경선 결과 이명박이 후보로 당선되었다.

## 일정
- 6월 11일 ~ 6월 13일 후보 등록 기간
- 6월 19일 정책 비전 대회
- 7월 20일 국민참여선거인단 명부 확정
- 7월 21일 ~ 8월 18일 후보자 합동 연설회 및 선거 운동
- 8월 19일 오전 6시 ~ 오후 8시 국민참여선거인단 대회 (투표)
- 8월 20일 한나라당 제9차 전당대회 (개표 및 대통령 후보자 지명)

## 후보자
한나라당의 이명박 전 서울시장은 재임 시절 이룬 버스체계 개편과 청계천 복원 사업 등으로 중도층의 호감을 얻고 있었다. 그러나 당내에서는 오히려 2년간 대표를 지내며 확고한 당내 기반을 구축하고 있던 박근혜 전 대표가 세를 과시하고 있었다. 이에 당에서는 둘의 화합을 중재하려 했으나, 양쪽 다 만족하는 경선 룰은 생각보다 쉽게 정할 수 없었다. 이명박 후보 측은 당의 결정에 따른다는 입장이었는데, 이 경우 자신에게 유리하게 국민 참여폭을 늘릴 수 있기 때문이었다. 반면 박근혜 후보 측은 ‘원칙’을 내세우며 룰 변경을 거부했다.
3월 18일 결정된 경선룰에 따르면 선거인단이 4만 명에서 20만명으로 (일반선거인단은 1만 2천 명에서 6만 명으로) 늘었고, 전당대회는 6월에서 8월로 연기되었다. 오픈프라이머리를 요구하던 손학규 전 경기지사는 이같은 경선룰에 반발해 얼마 안가 탈당했으며, 이후 대통합민주신당 경선에 참여하였다.
6월 13일 후보 등록이 완료되었다. 이명박 전 서울시장, 박근혜 전 대표, 원희룡 전 최고위원, 홍준표 의원, 고진화 의원 등이 후보로 등록하였다. 그 중 고진화 후보는 7월 20일 사퇴한다.
여권에선 고건 전 총리가 대선 불출마를 선언하며 마땅히 지지율 높은 대선 후보도 없었고, 범여권 정당의 지지율도 떨어지며 한땐 한나라당 지지율이 50%를 상회할 정도였기 때문에 한나라당 경선은 곧 본선으로 여겨졌고, 달아오른 경선 과정에서 이명박 후보 측에는 BBK 문제, 박근혜 후보 측에는 정수장학회 문제 등이 붉어져나왔다. 사실 이때 훗날 대통령 탄핵 사태까지 이어지는 최순실 일가 문제도 거론되었으나, 이땐 다른 문제들이 더 부각되며 묻힌 바 있다.
그리고 이 과정에서 좀 더 유리한 고지를 점하고 있다고 평가받던 이명박 후보측의 문제가 더 부각되어, 친인척 관여 부동산 투기 의혹, 부인의 15차례 위장전입 의혹, BBK 관련 주가조자 의혹, X파일 존재론, 산악회 선거법 위반 논란, 도곡동 땅 문제 등이 붉어지며 이명박 후보의 지지율을 조금씩 끌어내렸다. 이 상황에서 타 후보들은 1985년 이명박 후보의 처남과 형 이상은 씨가 도곡동 일대의 땅을 잔뜩 매입한 후 지하철 개통으로 차익을 엄청 남기고 1995년 포스코에 되판 사건을 문제 삼았다.
전당대회를 6일 전인 8월 14일 검찰은 형 이상은 씨의 몫 일부가 이명박 후보의 차명계좌라는 중간수사발표가 하면서 이명박 사퇴론이 거세졌다. 그러나 다음날 대검찰청 정동기 차장이 곧바로 “도곡동 땅은 이명박 후보 소유라는 증거가 없다.”라는 말을 던지며 가까스로 수습한다.
| 한나라당 제17대 대통령 선거 경선 후보 | 한나라당 제17대 대통령 선거 경선 후보 | 한나라당 제17대 대통령 선거 경선 후보 | 한나라당 제17대 대통령 선거 경선 후보                                       | 한나라당 제17대 대통령 선거 경선 후보 |
| 기호                                  | 이름                                  | 생년                                  | 경력                                                                        | 비고                                  |
| ------------------------------------- | ------------------------------------- | ------------------------------------- | --------------------------------------------------------------------------- | ------------------------------------- |
| 1                                     | 이명박                                | 1941년                                | 제32대 서울특별시장 제14·15대 국회의원 현대건설 대표이사 사장 현대건설 회장 | 최종 후보 선출                        |
| 2                                     | 원희룡                                | 1964년                                | 제16·17대 국회의원                                                          |                                       |
| 3                                     | 박근혜                                | 1952년                                | 前 한나라당 대표최고위원 前 한국미래연합 대표 제15·16·17대 국회의원         |                                       |
| 4                                     | 홍준표                                | 1953년                                | 제15·16·17대 국회의원                                                       |                                       |
| 5                                     | 고진화                                | 1963년                                | 제17대 국회의원                                                             | 후보 사퇴                             |

## 여론조사
| 날짜     | 이명박           | 원희룡           | 박근혜           | 홍준표           | 고진화           | 주               | 비고             |
| -------- | ---------------- | ---------------- | ---------------- | ---------------- | ---------------- | ---------------- | ---------------- |
| 5월 16일 | 48.9             | 0.1              | 22.4             | -                | -                | [ 3 ]            |                  |
| 5월 26일 | 47.3             | 0.1              | 23.4             | 0.1              | -                | [ 4 ]            |                  |
| 6월 9일  | 41.3             | 0.4              | 24.9             | 0.1              | -                | [ 5 ]            |                  |
| 6월 21일 | 37.8             | -                | 26.1             | -                | -                | [ 6 ]            |                  |
| 7월 1일  | 39.4             | 0.3              | 27.6             | 0.6              | 0.1              | [ 7 ]            |                  |
| 7월 14일 | 40.0             | 0.6              | 25.8             | -                | -                | [ 8 ]            |                  |
| 7월 20일 | 고진화 후보 사퇴 | 고진화 후보 사퇴 | 고진화 후보 사퇴 | 고진화 후보 사퇴 | 고진화 후보 사퇴 | 고진화 후보 사퇴 | 고진화 후보 사퇴 |
| 7월 21일 | 37.2             | 0.1              | 27.6             | 0.2              | ─                | [ 9 ]            |                  |
| 7월 30일 | 36.6             | -                | 26.6             | 0.2              | ─                | [ 10 ]           |                  |

### 이명박·박근혜 후보 지지율 추이
| 날짜           | 이명박 | 박근혜 | 비고   |
| 2006년         | 2006년 | 2006년 | 2006년 |
| -------------- | ------ | ------ | ------ |
| 8월 12일       | 21.6   | 18.1   |        |
| 9월 13일       | 22.5   | 22.2   |        |
| 10월 11일      | 30.2   | 21.0   |        |
| 11월 15일      | 29.0   | 17.0   |        |
| 12월 26 ~ 27일 | 38.9   | 13.8   |        |
| 2007년         |        |        |        |
| 2월 3일        | 47.7   | 16.4   |        |
| 2월 24일       | 47.0   | 19.4   |        |
| 3월 26 ~ 27일  | 44.9   | 17.3   |        |
| 4월 21일       | 43.8   | 21.2   |        |
| 5월 12일       | 44.1   | 21.6   |        |
| 6월 16일       | 40.1   | 25.4   |        |
| 7월 7일        | 37.7   | 25.6   |        |
| 7월 21일       | 38.7   | 28.2   |        |

## 선거 방법
- 국민참여선거인단(80%)

가장 최근에 실시된 전국 단위 공직 선거 유권자 수의 0.5% 이상으로 구성.
1. 전당대회 대의원 45,717명 (25%, 전체 비율 대비 20%)
2. 당원 선거인 69,496명 (37.5%, 전체 비율 대비 30%)
3. 일반 국민 69,496명 (37.5%, 전체 비율 대비 30%)

- 여론 조사(20%)

공인된 복수의 대한민국 조사기관에서 실시.
여론조사 1개당 6표로 환산.

## 진행 경과

### 후보 등록 이후
한나라당 경선관리위원회는 7월 22일에 제주에서 시작된 후보자 합동연설회가 과열 조짐을 보임에 따라, 7월 24일로 예정된 광주·전남 합동연설회를 비롯한 전체 합동연설회 일정을 잠정 중단하였다. 그러나 7월 26일로 예정된 부산 합동연설회부터는 재개하기로 결정하고, 광주·전남 합동연설회는 8월 5일로 연기한다고 발표했다.

## 선거 결과
| 순위 | 기호 | 이름   | 여론조사 | 선거인단 | 총 득표 | 비고      |
| 순위 | 기호 | 이름   | 득표율   | 득표율   | 득표율  | 비고      |
| ---- | ---- | ------ | -------- | -------- | ------- | --------- |
| 1    | 1    | 이명박 | 16,868   | 64,216   | 81,084  | 후보 확정 |
| 1    | 1    | 이명박 | 51.55    | 49.06    | 49.56   | 후보 확정 |
| 2    | 3    | 박근혜 | 13,986   | 64,648   | 78,634  |           |
| 2    | 3    | 박근혜 | 42.73    | 49.39    | 48.06   |           |
| 3    | 2    | 원희룡 | 1,079    | 1,319    | 2,398   |           |
| 3    | 2    | 원희룡 | 3.30     | 1.01     | 1.47    |           |
| 4    | 4    | 홍준표 | 793      | 710      | 1,503   |           |
| 4    | 4    | 홍준표 | 2.42     | 0.54     | 0.92    |           |
| -    | 5    | 고진화 | -        | -        | -       | 후보 사퇴 |
| 합계 | 합계 | 합계   |          |          |         | -         |

### 지역별 결과
이명박 후보는 선거인단 투표 결과 서울과 경기, 호남을 제외한 모든 지역에서 박근혜 후보에게 패했으나, 여론조사에서 압승하여 경선에서 이길 수 있었다. 선거인단 185,080명 중 131,086명이 투표해 최종 70.83%의 투표율을 기록했다.
|          | 이명박 | 원희룡 | 박근혜 | 홍준표 | 합 계   |
| -------- | ------ | ------ | ------ | ------ | ------- |
| 서울     | 16,190 | 330    | 11,113 | 271    | 27,904  |
| 서울     | 58.0%  | 1.2%   | 39.8%  | 1.0%   | 100%    |
| 부산     | 5,273  | 60     | 5,789  | 47     | 11,169  |
| 부산     | 47.2%  | 0.5%   | 51.8%  | 0.4%   | 100%    |
| 대구     | 2,305  | 19     | 5,072  | 22     | 7,418   |
| 대구     | 31.1%  | 0.3%   | 68.4%  | 0.3%   | 100%    |
| 인천     | 3,089  | 36     | 3,135  | 25     | 6,285   |
| 인천     | 49.1%  | 0.6%   | 49.9%  | 0.4%   | 100%    |
| 광주     | 1,338  | 104    | 853    | 26     | 2,321   |
| 광주     | 57.6%  | 4.5%   | 36.8%  | 1.1%   | 100%    |
| 대전     | 1,272  | 40     | 2,404  | 18     | 3,734   |
| 대전     | 34.1%  | 1.1%   | 64.4%  | 0.5%   | 100%    |
| 울산     | 1,517  | 18     | 1,637  | 11     | 3,183   |
| 울산     | 47.7%  | 0.6%   | 51.4%  | 0.3%   | 100%    |
| 경기     | 12,779 | 161    | 12,543 | 88     | 25,571  |
| 경기     | 50.0%  | 0.6%   | 49.1%  | 0.3%   | 100%    |
| 강원     | 1,866  | 22     | 2,436  | 14     | 4,338   |
| 강원     | 43.0%  | 0.5%   | 56.2%  | 0.3%   | 100%    |
| 충북     | 1,823  | 26     | 2,343  | 16     | 4,208   |
| 충북     | 43.3%  | 0.6%   | 55.7%  | 0.4%   | 100%    |
| 충남     | 2,271  | 26     | 3,179  | 24     | 5,500   |
| 충남     | 41.3%  | 0.5%   | 57.8%  | 0.4%   | 100%    |
| 전북     | 2,141  | 111    | 1,581  | 39     | 3,872   |
| 전북     | 55.3%  | 2.9%   | 40.8%  | 1.0%   | 100%    |
| 전남     | 2,692  | 133    | 1,852  | 48     | 4,725   |
| 전남     | 57.0%  | 2.8%   | 39.2%  | 1.0%   | 100%    |
| 경북     | 4,455  | 31     | 5,111  | 24     | 9,621   |
| 경북     | 46.3%  | 0.3%   | 53.1%  | 0.2%   | 100%    |
| 경남     | 4,498  | 76     | 4,748  | 30     | 9,352   |
| 경남     | 48.1%  | 0.8%   | 50.8%  | 0.3%   | 100%    |
| 제주     | 707    | 126    | 852    | 7      | 1,692   |
| 제주     | 41.8%  | 7.4%   | 50.4%  | 0.4%   | 100%    |
| 여론조사 | 16,868 | 1,079  | 13,984 | 793    | 32,724  |
| 여론조사 | 51.5%  | 3.3%   | 42.7%  | 2.4%   | 100%    |
| 총합     | 81,084 | 2,398  | 78,632 | 1,503  | 163,617 |
| 총합     | 49.6%  | 1.5%   | 48.1%  | 0.9%   | 100%    |

## 같이 보기
- 대한민국 제17대 대통령 선거
- 대한민국 제17대 대통령 선거 대통합민주신당 후보 경선

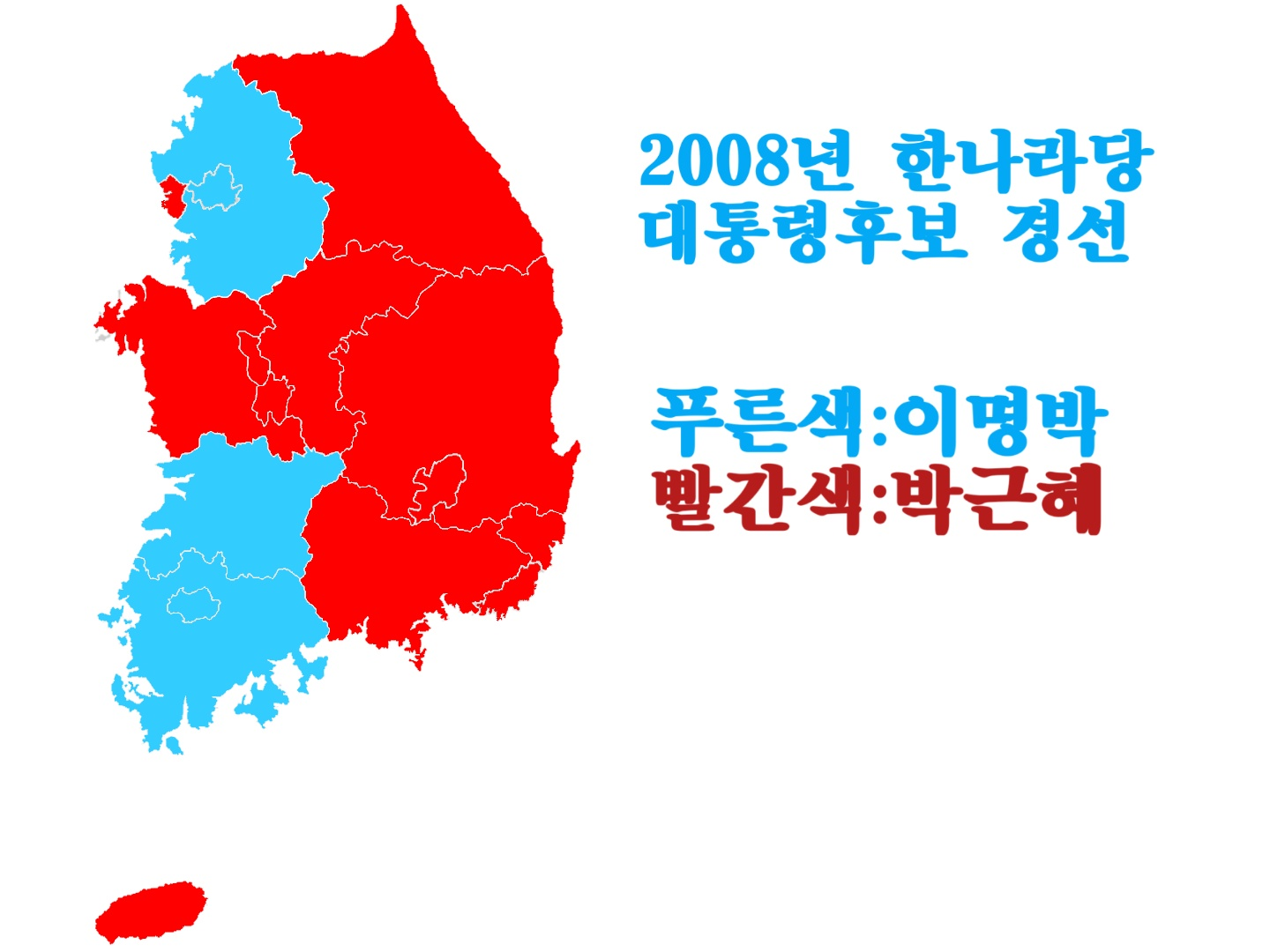
지도 [지역별]

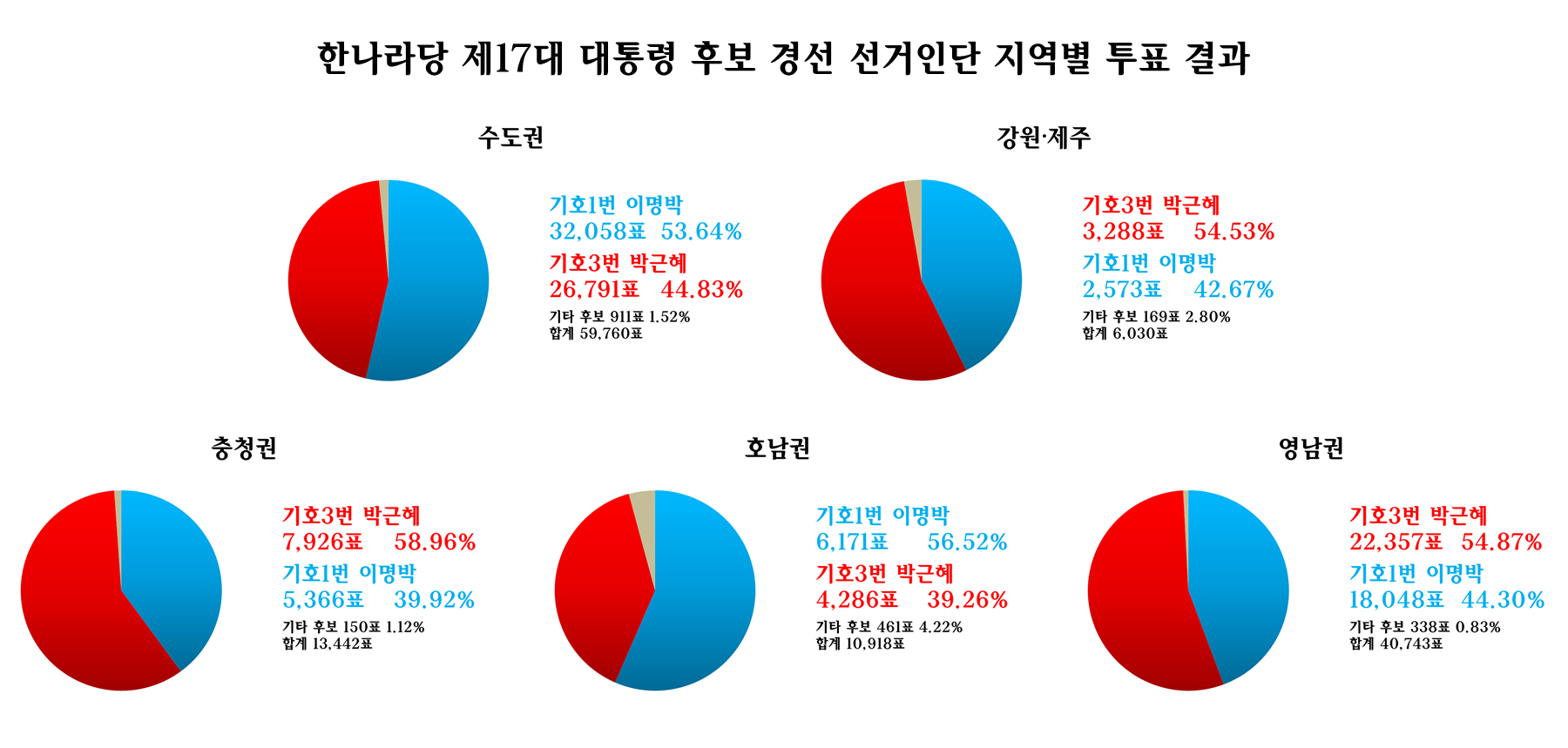
한나라당 제17대 대통령 후보 선출 경선 선거인단 투표 권역별 결과 South Korea Grand National Party 2007 Presidential Primaries Regional Results

- 대한민국 제17대 대통령 선거 민주노동당 후보 경선
- 대한민국 제17대 대통령 선거 민주당 후보 경선